# جورج كليف
جورج كليف (بالإنجليزية: George Cleve)‏ هو موزع أمريكي، ولد في 1935 في فيينا في النمسا، وتوفي في 27 أغسطس 2015.

## وصلات خارجية
- جورج كليف على موقع ميوزك برينز (الإنجليزية)